# 3278 Běhounek
3278 Běhounek è un asteroide della fascia principale del diametro medio di circa 32,43 km. Scoperto nel 1984, presenta un'orbita caratterizzata da un semiasse maggiore pari a 3,2164316 UA e da un'eccentricità di 0,0204348, inclinata di 9,70633° rispetto all'eclittica.
L'asteroide è dedicato allo scienziato ceco František Běhounek.